# Horace Bertin
Pour les articles homonymes, voir Bertin et Bense.
Simon Bense, plus connu sous le pseudonyme d'Horace Bertin, né le 30 octobre 1842 à Marseille et mort le le 22 décembre 1917 dans la même ville, est un journaliste et poète français.

## Biographie
Né à Marseille, Horace Bertin revendiquera toujours son identité marseillaise. Après une scolarité au lycée Thiers où il révèle ses qualités d'écriture et côtoie Alphonse Moutte, il fonde le journal L'Écho de Marseille en 1865 puis Les Tablettes de Marseille en 1868. Cette même année, il rejoint la rédaction du Sémaphore, le plus ancien journal de la ville de Marseille, et y restera pendant près de 30 ans avant de rejoindre l'équipe du Petit Marseillais. Il est notamment le président fondateur du syndicat de la presse marseillaise en 1880.
Parallèlement à sa carrière journalistique, Horace Bertin se lance dans l'écriture littéraire et écrit de nombreuses œuvres en poésie autant qu'en prose. Il publie en 1870 son œuvre majeure, Les heures marseillaises où il décrit les charmes de sa ville natale. Il est élu en 1899 à l'Académie de Marseille et prononce son discours de réception le 17 décembre 1900.
La Rue Horace-Bertin, dans le 5e arrondissement de Marseille, a été nommée en son honneur.

## Œuvre
- Le Mariage à Marseille, 1865.

- Marseille inconnu, 1868.

- Histoire anecdotique des cafés de Marseille, 1869.

- Le Cochon de Madame Chasteuil, 1873.

- Les Petits Coins de Marseille, 1874.

- Histoire d'un garde civique, 1874.

- Marseille intime, 1876.

- Les Heures de Marseille, 1878 (eaux fortes de d'Alphonse Moutte).

- Le Furoncle  1877  (eau forte de Chauvet).

- Bustes et Masques Marseillais 1882.

## Pour approfondir